# Ріган (Північна Дакота)
Ріган (англ. Regan) — місто (англ. city) в США, в окрузі Берлі штату Північна Дакота. Населення — 35 осіб (2020).

## Географія
Ріган розташований за координатами 47°9′24″ пн. ш. 100°31′38″ зх. д. / 47.15667° пн. ш. 100.52722° зх. д. (47.156761, -100.527260).  За даними Бюро перепису населення США в 2010 році місто мало площу 2,61 км², уся площа — суходіл.

## Демографія
Згідно з переписом 2010 року, у місті мешкали 43 особи в 23 домогосподарствах у складі 12 родин. Густота населення становила 16 осіб/км².  Було 31 помешкання (12/км²).
Расовий склад населення:
| - 95,3 % — білих |

До двох чи більше рас належало 4,7 %. Частка іспаномовних становила 0,0 % від усіх жителів.
За віковим діапазоном населення розподілялося таким чином: 16,3 % — особи молодші 18 років, 55,8 % — особи у віці 18—64 років, 27,9 % — особи у віці 65 років та старші. Медіана віку мешканця становила 54,5 року. На 100 осіб жіночої статі у місті припадало 138,9 чоловіків;  на 100 жінок у віці від 18 років та старших — 140,0 чоловіків також старших 18 років.
За межею бідності перебувало 57,9 % осіб, у тому числі 85,0 % дітей у віці до 18 років та 66,7 % осіб у віці 65 років та старших.
Цивільне працевлаштоване населення становило 20 осіб. Основні галузі зайнятості: оптова торгівля — 25,0 %, сільське господарство, лісництво, риболовля — 20,0 %, публічна адміністрація — 10,0 %, будівництво — 10,0 %.